# La Coccinelle à Monte-Carlo
Série La Coccinelle
Le Nouvel Amour de Coccinelle
(1974) La Coccinelle à Mexico
(1980)
Pour plus de détails, voir Fiche technique et Distribution.
La Coccinelle à Monte-Carlo (titre original : Herbie Goes to Monte Carlo) est un film américain réalisé par Vincent McEveety, sorti en 1977.
Ce film appartient à la série La Coccinelle.

## Synopsis
Jim Douglas, propriétaire de Choupette la coccinelle apparue dans Un amour de Coccinelle, reprend l'aventure après 12 ans d'arrêt de sa carrière de pilote automobile avec Choupette, qui est nommé Roméo dans ce film.
Cette fois, Jim Douglas ira à Paris avec son ami, mécanicien de Roméo : Wheely Applegate. À Paris va bientôt se disputer la célèbre course Paris/Monte-Carlo. Cette course célèbre a motivé Roméo et Jim  à venir à Paris pour décrocher une nouvelle victoire.
Mais pendant ce temps, le plus grand diamant du monde est transporté dans un musée à Paris ; ce diamant appelé « l'Étoile de Joie » est sous haute surveillance. Deux voleurs engagés par Double X ont pour but de le voler. Par suite de leur incompétence, ils sont obligés de déclencher l'alarme pour ensuite s'enfuir dans une cour où sont présentés les voitures et pilotes de la course Paris/Monte-Carlo. Pour s'enfuir librement, nos deux voleurs vont mettre le diamant dans le réservoir de Roméo mais ce dernier partira avec Wheely et Jim, ce qui fera perdre aux deux truands la trace du diamant. Le détective Fontenoy enquêtera sur ce vol sous les directives du commissaire Bouchet.
Entre-temps, pendant des essais qualificatifs à la course, Roméo tombera amoureux d'une Lancia Montecarlo pilotée par Diane Darcy qui est aussi une voiture vivante (appelée Juliette) et possédant un cœur en soi. Cet amour lui fera faire des bêtises jusqu'à perturber des séances qualificatives.
Un pilote allemand, von Stickle est particulièrement taquin pendant cette course et sera un sérieux concurrent. Et à un moment, nos deux pilotes de Roméo vont se faire poursuivre par les deux voleurs, craignant de se faire voler Roméo après coup.

## Fiche technique
Sauf mention contraire, les informations proviennent des sources concordantes suivantes : Leonard Maltin, Mark Arnold et IMDb
- Titre original : Herbie Goes to Monte Carlo
- Titre français et québécois : La Coccinelle à Monte-Carlo
- Réalisateur : Vincent McEveety
- Scénario : Arthur Alsberg et Don Nelson, d'après les personnages créés par Gordon Buford
- Musique : Frank De Vol
- Directeur artistique : John B. Mansbridge et Perry Ferguson II
- Décors : John B. Mansbridge
- Costumes : Chuck Keehne et Emily Sundby
- Photographie : Leonard J. South
- Son : Raymond Craddock, Harold M. Etherington Herb Taylor
- Montage : Cotton Warburton
- Production : Ron Miller
  - Production associée : Jan Williams
- Société de production : Walt Disney Productions
- Société de distribution : Buena Vista Distribution Company (États-Unis)
- Budget : n/a
- Pays de production :  États-Unis
- Langue originale : anglais, français
- Format : couleur (Technicolor) — 35 mm — 1,75:1 — son Mono (RCA Photophone Sound Recording)
- Genre : comédie, action, aventure
- Durée : 105 minutes
- Dates de sortie :
  - États-Unis : 24 juin 1977
  - France : 2 janvier 1978
  - Belgique : 17 mars 1978
- Classification :
  - États-Unis : tous publics (G - General Audiences)
  - France : tous publics (conseillé à partir de 8 ans)[4],[5]
  - Belgique : tous publics (Alle Leeftijden)[6]

## Distribution
- Dean Jones (VF : Dominique Paturel) : Jim Douglas
- Don Knotts (VF : Francis Lax) : Wheely Applegate
- Julie Sommars (VF : Marion Game) : Diane Darcy
- Jacques Marin (VF : lui-même) : le commissaire Bouchet
- Roy Kinnear (VF : Philippe Dumat) : Quincey
- Bernard Fox (VF : Fernand Berset) : Max
- Eric Braeden (VF : Hans Verner) : Bruno von Stickle
- Xavier Saint Macary (VF : lui-même) : le détective Fontenoy
- François Lalande (VF : lui-même) : M. Ribeaux
- Alan Caillou : Émile, l'inspecteur en chef
- Laurie Main (VF : Claude Bertrand) : Duval, le gardien du musée
- Mike Kulcsar : Gilbert, le pilote français
- Johnny Haymer (VF : Raymond Loyer) : l'officiel, aux qualifications
- Stanley Brock (VF : Jean Violette) : le chauffeur de taxi qui rigole
- Gérard Jugnot (VF : lui-même) : le garçon de café
- Jean-Marie Proslier (VF : lui-même) : le portier à l'hôtel de Monte-Carlo
- Jean-Jacques Moreau (VF : lui-même) : le conducteur du camion
- Yveline Briere : la petite amie du client, au café
- Sebastien Floche : le badaud qui ne comprend pas Wheely
- Madeleine Damien (VF : elle-même) : la dame âgée
- Alain Janey (VO : lui-même / VF : Gérard Hernandez) : le client, au café
- Raoul Delfosse (VF : lui-même) : le capitaine de police
- Ed Marcus (VF : Serge Lhorca) : le reporter qui présente les coureurs
- Josiane Balasko (VF : elle-même) : la jeune femme qui demande à voir le diamant (non créditée)
- André Penvern : un policier français (non crédité)
- Katia Tchenko : Miss TransFrance (non créditée)
- Jacques Maury : l'officiel, sur la ligne de départ (non crédité)
- et les pilotes : Richard Warlock, Gerald Brustche, Kevin Johnston, Bob Harris, Carey Loftin, Jesse Wayne, Bill Erickson, Reg Parton

Sauf mention contraire, les informations proviennent des sources concordantes suivantes : Leonard Maltin, Mark Arnold, Dave Smith et IMDb.

## Sorties cinéma
Sauf mention contraire, les informations suivantes sont issues de l'Internet Movie Database.
- États-Unis : 24 juin 1977 ; 12 juin 1981 (Ressortie)
- Argentine : 7 juillet 1977
- Finlande : 2 septembre 1977
- Allemagne de l'Ouest : 7 octobre 1977
- Pays-Bas : 13 octobre 1977
- Danemark : 14 octobre 1977
- Suède : 15 octobre 1977
- Australie : 8 décembre 1977, 3 mai 1984 (Ressortie)
- France : 2 janvier 1978
- Italie : février 1978
- Belgique : 17 mars 1978
- Espagne : 1er avril 1978
- Colombie : 28 juin 1978
- Irlande : 14 juillet 1978
- Uruguay : 14 septembre 1978 (Montevideo)
- Japon : 12 avril 1980
- Hongrie : 9 juin 1988

## Sorties vidéo
En France, le film La Coccinelle à Monte-Carlo est sorti en DVD le 26 mai 2004. Le film est également sorti en VOD le 11 juillet 2018.

## Origine et production
La Coccinelle à Monte-Carlo est la dernière participation de Dean Jones à une production Disney avant Le Nouvel Espion aux pattes de velours (1997). Dean Jones n'a pas participé à la série télévisée Herbie, Un amour de Coccinelle (1982). Autre point, le personnage de Jim Douglas se marie à Carol Bennett à la fin de Un amour de Coccinelle (1968) mais aucune information sur ce mariage ou un éventuel divorce apparaissent dans ce film.
Le 23 septembre 1976, l'équipe de tournage dont Don Knotts et Dean Jones ont accueilli la presse sur le Circuit de Laguna Seca, en Californie. Ce sont les scènes de course présentes au début du film qui ont été tournées. Don Knotts participe à sa quatrième production pour Disney, la première étant Le Gang des chaussons aux pommes (1975) mais il est acteur depuis 1958 avec Deux Farfelus au régiment. Le film a été tourné à Los Angeles, Paris et Monte-Carlo. Dave Smith mentionne pour Paris : l'esplanade du Trocadéro, la Place Vendôme, la Tour Eiffel, la Place de la Concorde, la Place d'Iéna, l'Arc de triomphe de l'Étoile et l'Avenue des Champs-Élysées descendue à 130 km/h.
Knotts précise qu'il préfère le golf comme passe-temps à la course automobile étant trop peureux. Durant la visite de la presse, l'équipe tournait une scène de collision entre Jim et Wheely. On peut noter la présence de drapeaux français et de banderoles Trans France Race, une course fictive basée sur le Rallye automobile Monte-Carlo.

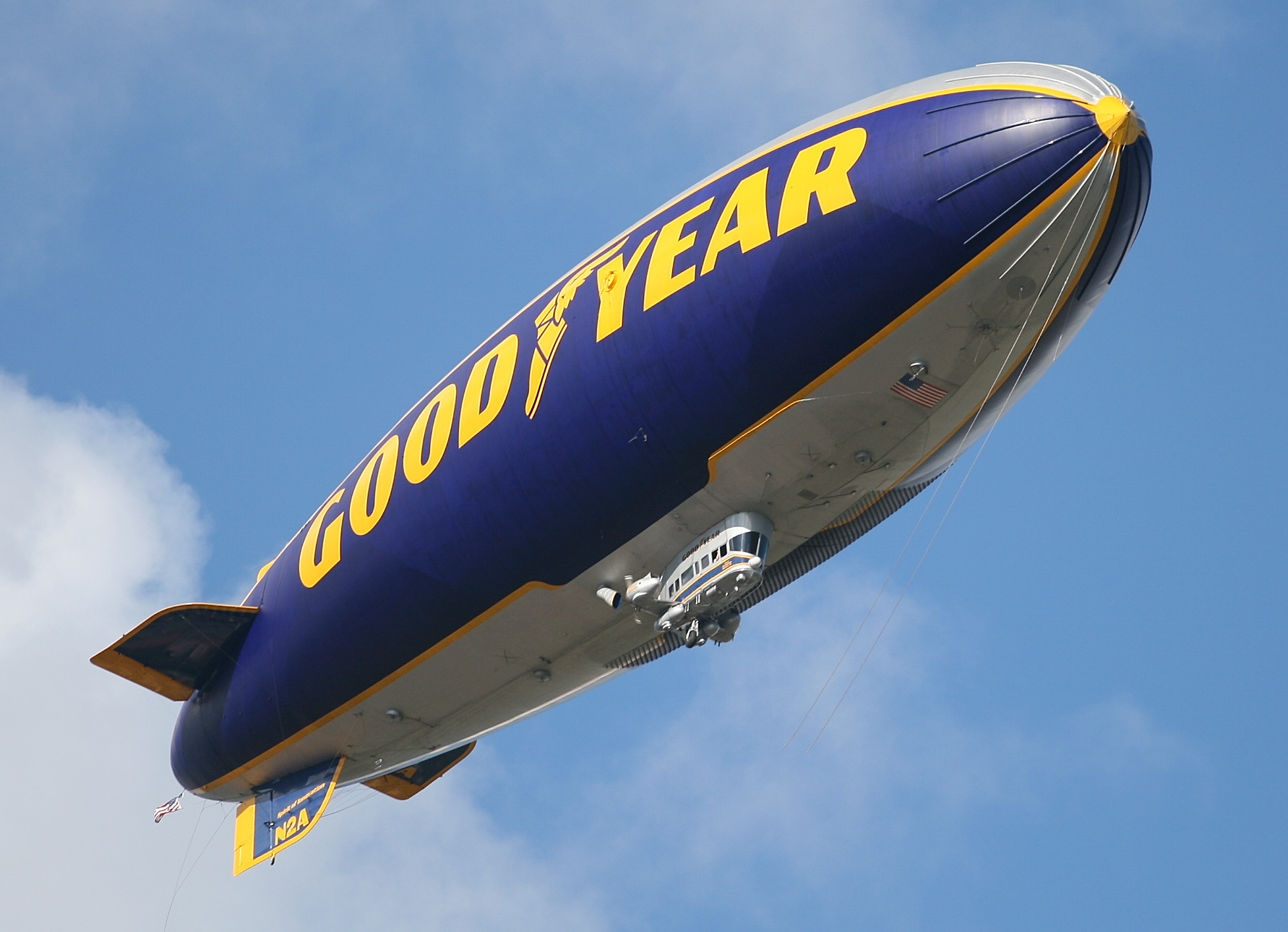
Le Spirit of Innovation, un Goodyear Blimp de type GZ-20 actif à partir de 1969.

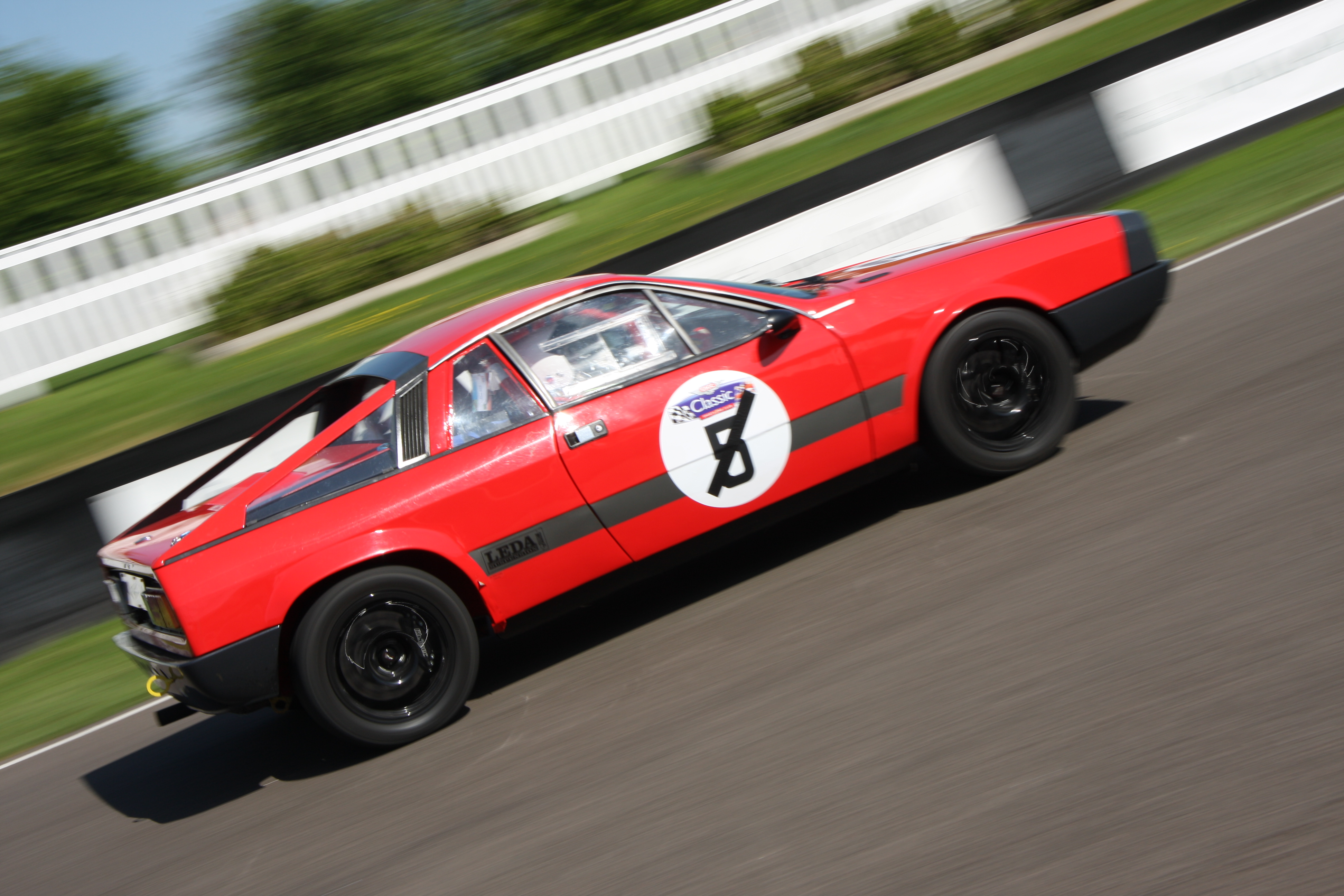
Une Lancia Beta Montecarlo en 2010

Le bouchon de gaz de Choupette est totalement faux mais nécessaire au scénario, surtout le fait de le caché dedans, élément ajouté uniquement dans ce film. Malgré l'absence de partenariat officiel, la marque Goodyear est très visible dans ce film, le personnage de Jim l'évoque durant la scène avec le dirigeable Goodyear Blimp. Le personnage porte même un logo de la marque sur sa tenue de course.

## Sortie et accueil
Le film sort le 24 juin 1977 aux États-Unis. Le 11 juillet 1977 une cérémonie a lieu au Mann's Chinese Theatre à Hollywood durant laquelle les traces de pneus de la Coccinelle ainsi que les empreintes de Dean Jones, Don Knotts et Julie Sommars sont placées sur le Hollywood Walk of Fame en présence de centaines de spectateurs,. Une parade de 25 voitures de sport Lancia, de clowns, de pom-pom girls, un groupe traditionnel chinois avec des pétards et même le Goodyear Blimp ont défilé avant la cérémonie sur le Hollywood Boulevard,. C'est un succès en salles avec 29 millions d'USD de recettes aux États-Unis.
Une adaptation en bande dessinée a été publiée en octobre 1977 dans le magazine Walt Disney Showcase. Le film ressort en salles en 1981. Deux adaptations anglophones sous forme de nouvelles sont publiées lors de la sortie du film : une version américaine écrite par Vic Crume et publiée par Scholastic Paperbacks en juin 1977 et une britannique écrite par John Harvey et publiée par New English Library en 1978.
Pour Mark Arnold, il est évident que Disney s'est inspiré du film Le Retour de la Panthère rose (1975), avec deux inspecteurs à l'accent français très prononcé, le plus jeune étant un gaffeur à l'instar de Peter Sellers. Pour Arnold, le film est un bon élément de la série  La Coccinelle mais il est gâché par l'absence de talent d'actrice de Julie Sommars. Elle joue de façon immédiatement pleurnicharde, énervante et ses répliques sur les droits des femmes sont trop longues. Tout cela la rend antipathique, même quand sa voiture est volée ou quand Jim évoque ses capacités de pilote, sans être négatif, surjouant tout. Le film reçoit une note de 60 % « Frais » sur Rotten Tomatoes sur la base de 10 critiques, avec une note moyenne de 5,11/10. Sur Metacritic le film a un score moyen pondéré de 38 sur 100, basé sur 4 critiques, indiquant « des critiques généralement défavorables ».

## Autour du film
- Durant la course sur la départementale française D63, il est intéressant de constater que les pilotes roulent dans la mauvaise direction (normalement vers Monte-Carlo). En effet deux scènes nous le prouvent. Une borne kilométrique indiquant Mespuits dans 2 km, direction Étampes (1 h 7 sur 1 h 40 de film) et un panneau à l'intersection de la D63 et la D12  dans le village de Mespuits (1 h 11 sur 1 h 40) où Von Stickle fait un tête à queue lorsque Douglas le double. Tous les pilotes sont en direction de La forêt-Saint-Croix au lieu de Champmotteux. Ils roulent donc vers Paris, ce qui n'est pas logique.[Interprétation personnelle ?]
- À la fin du film, lorsque la coccinelle et la voiture numéro 17 se disputent la première place, elles empruntent une portion du circuit de Monaco. On peut en effet les voir passer à Massenet, au Casino, dans l'épingle du Loews ou encore dans le tunnel (construit en briques à l'époque). La course s'achève au niveau des actuels virages de la Piscine.[réf. nécessaire]
- Après que Jim Douglas a reçu le trophée du vainqueur, à la fin du film, il dit « au revoir » à la foule en plusieurs langues, notamment en français, en italien et en espagnol. Dans la version française, les adaptateurs ont traduit le « au revoir » espagnol par buenas noches, ce qui signifie littéralement « bonne nuit ». La traduction exacte est adios[réf. nécessaire]
- Dans le doublage français du film, le nom Choupette a été changé en Roméo pour que les spectateurs n'aient pas l'impression que la célèbre coccinelle ait une relation amoureuse homosexuelle avec Juliette la Lancia. Un problème qui n'existait pas dans la version originale puisque la voiture se nomme Herbie, un prénom masculin.